# Халты (Аларский район)
Халты (бур. Халта) — деревня в Аларском районе Усть-Ордынского Бурятского округа Иркутской области. Входит в муниципальное образование «Аляты».

## География
Деревня расположена в 50 км западнее районного центра, на высоте около 585 м над уровнем моря.

## Внутреннее деление
Состоит из 2 улиц: Зелёной и Светлой.

## Происхождение названия
Гавриил Богданов производит название Халты от бурятского хал — «роща в низине» и суффикса места та.
Станислав Гурулёв считает, что данный топоним происходит от бурятского хаалта — «препятствие», «преграда», «плотина» или монгольского хаалт — «барьер», «заслонка» и хаалтай — «закрытый».

## Население
| 2002 | 2010 | 2011 | 2012 |
| ---- | ---- | ---- | ---- |
| 303  | ↘32  | →32  | ↗33  |